# Ze srdce a kamene
 Kniha Ze srdce a kamene s podtitulem Pomníky Antonínu Švehlovi je encyklopedickou publikací, která nabízí přehled existujících i zaniklých pomníků a památníků, bust a soch věnovaných prvorepublikovému politikovi, ministerskému předsedovi Antonínu Švehlovi. V roce 2018 ji vydalo Nakladatelství Hutter.

## Antonín Švehla a pomníky
Antonín Švehla požíval velké úcty jako jeden ze státotvůrců – stál u vyhlášení republiky mezi muži 28. října a měl rozhodující podíl na podobě československé ústavy. Poté získal obrovskou popularitu mezi zemědělci díky pozemkové reformě (poválečné přerozdělení půdy šlechtických velkostatků drobným zemědělcům). Vzbuzoval úctu svou charismatickou osobností silného politika a mistra kompromisů. To vše vyústilo v neobyčejně silnou vlnu poct po jeho smrti v roce 1933.
Během pěti let mezi Švehlovou smrtí a událostmi mnichovské dohody lidé vysadili několik set památných lip k jeho poctě, postavili stovky pomníků, pojmenovali po něm bezpočet ulic, domů, škol, náměstí, nábřeží, sadů nebo mostů. Jeho jméno se objevilo v názvu jezdeckých pluků, různých organizací (např. Švehlovi junáci), konal se mezinárodní Švehlův pohár v rámci evropského mistrovství ve fotbale, Vltavu brázdil kolesový parník Švehla, v Moravském krasu byla jeskyně Švehlova pohádka, na Slovensku vesnice Švehlovo (dnes součást obce Veľké Úľany). Odhaleny byly v Československu, včetně Podkarpatské Rusi, ale též v Polsku, Francii nebo Velké Británii. V roce 1940 vydal protektor Konstantin von Neurath nařízení protektorátní vládě, aby dohlédla na odstraňování všeho, co připomínalo dřívější státoprávní poměry. Švehlovy pomníky byly odstraněny, některé byly obnoveny po konci války, ale vzápětí po událostech února 1948 opět mizely. 

## Vydání a přijetí knihy
Vznik knihy iniciovala kronikářka Prahy 15 Marie Zdeňková a sepsala ji společně s Lukášem Berným. Publikace mapuje necelé dvě stovky Švehlových pomníků, vynechává lípy a sady, místní názvy ulic nebo náměstí. Připomíná též množství hrdinských činů spojených s jejich následným ukrýváním. Vyšla u příležitosti oslav 100. výročí samostatného Československa, 145. výročí od Švehlova narození a 85. výročí od jeho úmrtí. Encyklopedie měla dobré přijetí, Petr Zídek o ní napsal do Lidových novin: "Autorům se podařilo shromáždit ohromné množství materiálu a ve vizuálně přitažlivé formě jej zpřístupnit dnešním čtenářům. Na knize, kterou sponzorovalo Švehlovo rodiště Hostivař (dnes Praha 15), je vidět, že je prací dlouhých let a skutečného zájmu o věc."  Odborníci na Švehlův život, docent Jiří Šouša a profesor Eduard Kubů, spoluautoři knihy Rozmluvy s Antonínem Švehlou a o Švehlovi, označili publikaci za "reprezentativního a graficky znamenitě provedeného průvodce".